# Нюмыд (посёлок)
 Нюмыд  — опустевший посёлок в Усть-Куломском районе Республики Коми. Входит в сельское поселение Крутоборка.

## География
Расположен на расстоянии примерно 72 км по прямой от районного центра села Усть-Кулом на юго-запад.

## История
Возник, предположительно, в 1960-е годы при строительстве Гайно-Кайской железной дороги как лагпункт № 42 Вятлага. До 1976 года входил в состав Койгородского района. Кроме исправительно-трудовой колонии (ИТК) строгого режима № 42 в посёлке находилась колония-поселение ИТК-51 и батальон в/ч 6667. Число жителей в 1979 г. составляло 570 чел., в 1989 — 861 чел., из них 50 % русские, 23 % украинцы; в 1992 — 901 чел. После закрытия колоний население стало быстро сокращаться, железная дорога разобрана.

## Население
Постоянное население составляло 22 человека (русские 45 %, украинцы 41 %) в 2002 году, 0 в 2010.